# SM沙林
丹斯里SM沙林（1928年7月30日—2016年12月29日），马来西亚歌手。他是继已故巨星比·南利之后第二位拥有丹斯里头衔的艺人。
2016年12月29日逝世，享年88岁。

## 争议
2007年，SM沙林和M纳西（M Nasir）所合唱的歌曲《Seloka Cak Kun Cak》因副歌部分太多“Bersih”的字眼而遭禁。当时净选盟在吉隆坡掀起了一阵名为Bersih的街头集会。

## 逝世
2016年12月29日下午5点44分，SM沙林在家中去世，享年88岁，并被安葬在安邦路穆斯林公墓。